# كارون غورونغ
كارون غورونغ هو لاعب كرة قدم بوتاني في مركز الوسط، ولد في 9 يونيو 1986 في بوتان. شارك مع منتخب بوتان لكرة القدم. أما مع النوادي، فقد لعب مع Druk Stars FC ‏.

## وصلات خارجية
- كارون غورونغ على موقع قاعدة بيانات كرة القدم.إي يو (الإنجليزية)
- كارون غورونغ على موقع ناشيونال فوتبول تيمز (الإنجليزية)
- كارون غورونغ على موقع Soccerway.com (الإنجليزية)